# Delphi (phần mềm)
Delphi là sản phẩm phần mềm sử dụng phương ngữ Delphi của ngôn ngữ lập trình Object Pascal và cung cấp môi trường phát triển tích hợp (IDE) để phát triển ứng dụng nhanh chóng các phần mềm cho máy tính để bàn, thiết bị di động, web và bảng điều khiển.  Delphi hiện tại được Embarcadero Technologies phát triển và duy trì.
Các trình biên dịch của Delphi tạo ra mã gốc cho Microsoft Windows, macOS, iOS, Android và Linux (x64).
Delphi bao gồm một trình soạn thảo mã nguồn, một trình thiết kế trực quan, một trình gỡ lỗi tích hợp, một thành phần kiểm soát mã nguồn và hỗ trợ cho các plugin của bên thứ ba. Trình chỉnh sửa mã có tính năng Code Insight (hoàn thành mã), Error Insight (kiểm tra lỗi thời gian thực) và tái cấu trúc. Trình thiết kế biểu mẫu trực quan có tùy chọn sử dụng Thư viện Thành phần Trực quan (VCL) để phát triển chương trình Windows thuần túy hoặc khung FireMonkey (FMX) để phát triển phần mềm đa nền tảng. Hỗ trợ cơ sở dữ liệu là một tính năng chính và được FireDAC (Các thành phần truy cập cơ sở dữ liệu) cung cấp. Delphi được biết đến với tốc độ biên dịch nhanh, mã gốc chạy nhanh và năng suất cao của nhà phát triển phần mềm.
Delphi ban đầu được phát triển bởi Borland như một công cụ phát triển ứng dụng nhanh chóng cho Windows như là sản phẩm phần mềm kế nhiệm của Turbo Pascal. Delphi đã thêm lập trình hướng đối tượng đầy đủ vào ngôn ngữ hiện có và ngôn ngữ này đã phát triển để hỗ trợ các phương thức chung, các phương thức ẩn danh, các bao đóng và hỗ trợ Mô hình Đối tượng Thành phần (Component Object Model) bản địa.
Delphi và phần mềm đối tác C ++ của nó, C++ Builder, có thể tương tác với nhau và được bán chung dưới tên RAD Studio.